# Cees ten Cate
Caesar Herman ten Cate, detto Cees, (Ngawi, 20 agosto 1890 – Amsterdam, 9 giugno 1972), è stato un calciatore olandese, di ruolo attaccante.

## Carriera
A livello di club, Cees ten Cate ha giocato tra le file dell'Haarlem; in Nazionale ha giocato tre partite, esordendo il 29 giugno 1912, a Stoccolma, contro la Svezia
Nel 1912 ha preso parte alle Giochi olimpici di Stoccolma, dove l'Olanda è arrivata terza, dove ha segnato contro l'Austria.

## Statistiche

### Cronologia presenze e reti in Nazionale
| Cronologia completa delle presenze e delle reti in nazionale ― Paesi Bassi | Cronologia completa delle presenze e delle reti in nazionale ― Paesi Bassi | Cronologia completa delle presenze e delle reti in nazionale ― Paesi Bassi | Cronologia completa delle presenze e delle reti in nazionale ― Paesi Bassi | Cronologia completa delle presenze e delle reti in nazionale ― Paesi Bassi | Cronologia completa delle presenze e delle reti in nazionale ― Paesi Bassi | Cronologia completa delle presenze e delle reti in nazionale ― Paesi Bassi | Cronologia completa delle presenze e delle reti in nazionale ― Paesi Bassi |
| Data                                                                       | Città                                                                      | In casa                                                                    | Risultato                                                                  | Ospiti                                                                     | Competizione                                                               | Reti                                                                       | Note                                                                       |
| -------------------------------------------------------------------------- | -------------------------------------------------------------------------- | -------------------------------------------------------------------------- | -------------------------------------------------------------------------- | -------------------------------------------------------------------------- | -------------------------------------------------------------------------- | -------------------------------------------------------------------------- | -------------------------------------------------------------------------- |
| 29-6-1912                                                                  | Stoccolma                                                                  | Svezia                                                                     | 3 – 4                                                                      | Paesi Bassi                                                                | Olimpiadi 1912 - Turno di qualificazione                                   | -                                                                          |                                                                            |
| 30-6-1912                                                                  | Solna                                                                      | Paesi Bassi                                                                | 3 – 1                                                                      | Austria                                                                    | Olimpiadi 1912 - Quarti                                                    | 1                                                                          |                                                                            |
| 2-7-1912                                                                   | Stoccolma                                                                  | Paesi Bassi                                                                | 1 – 4                                                                      | Danimarca                                                                  | Olimpiadi 1912 - Semifin.                                                  | -                                                                          |                                                                            |
| Totale                                                                     |                                                                            | Presenze                                                                   | 3                                                                          |                                                                            | Reti                                                                       | 1                                                                          |                                                                            |